# Akkerboterbloem
De akkerboterbloem (Ranunculus arvensis) is een plant uit de ranonkelfamilie (Ranunculaceae). De soort staat op de Nederlandse Rode lijst van planten als zeer zeldzaam en zeer sterk in aantal afgenomen. Deze plant is sinds 1 januari 2017 wettelijk beschermd in het kader van de Wet Natuurbescherming.

## Beschrijving
Afmeting: De plant is 20 tot 60 cm hoog.
Levensduur: Het is een eenjarige plant.
Bloeimaanden: mei t/m juli.
Stengels: De lichtgroene, behaarde stengels worden naar de voet en soms ook naar de top kaal.
Bladeren: De onderste bladeren zijn niet gedeeld, de overige hebben 3 deelblaadjes, die voor het grootste deel weer in 2 of 3 smalle, alleen aan de top ingesneden slippen zijn verdeeld.
Bloemen: De licht groenachtig gele bloemen zijn 0,4 tot 1,2 cm groot. De kelkbladen liggen los tegen de kroonbladen aan. De bloemstelen zijn niet gegroefd.
Vruchten: Elke bloem vormt meestal 3 tot 8 vruchtjes. Deze zijn 5 tot 8 mm lang, ruim 2 keer zo lang als die van andere boterbloemen. Ze hebben een slanke snavel en vrij grote, vaak kromme stekels.

## Biotoop
Bodem: De akkerboterbloem groeit op zonnige, open plaatsen op vrij droge tot vochtige, matig voedselrijke, kalkrijke grond.
Groeiplaatsen: Wintergraanakkers, zelden op ruderale plaatsen en omgewerkte grond.

## Verspreiding
Wereld: De plant komt voor in het Middellandse Zeegebied, oostelijk tot in Noord-India en noordelijk tot in West- en Midden-Europa.
Nederland: Zeer zeldzaam in Zuid-Limburg, misschien nog in het rivierengebied, vroeger ook in Zeeland en op enkele andere plaatsen.
Rode lijst: Zeer sterk afgenomen.
België: Zeldzaam in de zuidelijke Ardennen, elders zeer zeldzaam.
Rode lijst Vlaanderen. Met verdwijning bedreigd.
Rode lijst Wallonië. Ernstig bedreigd.